# 285

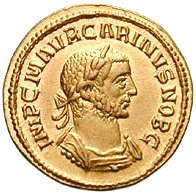
Keizer Carinus (250 - 285)

Het jaar 285 is het 85e jaar in de 3e eeuw volgens de christelijke jaartelling.

## Gebeurtenissen

### Italië
- Keizer Carinus verslaat bij Verona in Noord-Italië het opstandige leger onder bevel van Sabinus Julianus. Carinus trekt door de besneeuwde Balkan en valt Moesië binnen.

### Balkan
- Keizer Diocletianus verslaat Carinus bij de rivier Morava (Servië). Na de veldslag wordt hij door zijn eigen troepen vermoord. Diocletanius heerst als Augustus alleen over Rome.

### Brittannië
- Marcus Aurelius Mausaeus Carausius wordt belast met de bestrijding van Frankische en Saksische piraten die Het Kanaal onveilig maken, hij bouwt de Romeinse vloot op.

### Klein-Azië
- Diocletianus verdeelt het rijk vanwege de toenemende problemen in bestuur, economie en grensbewaking in het West- en Oost-Romeinse Rijk (het latere Byzantijnse Rijk).
- Diocletianus benoemt Marcus Aurelius Valerius Maximianus "Herculius" tot Caesar en stuurt hem naar Gallië om de plundertochten van de Bagaudae te onderdrukken.

## Geboren
- Marcellus van Ancyra, bisschop van Ancyra (waarschijnlijke datum)

## Overleden
- Marcus Aurelius Carinus (35), keizer van het Romeinse Rijk
- Sabinus Julianus, Romeins usurpator